# 雙子座OT
雙子座OT，又名BD+15 1564，HD 58050、SAO 96866、HR 2817，是雙子座的一颗恒星，视星等为6.41，位于銀經202.53，銀緯14.19，其B1900.0坐标为赤經7h 18m 45.3s，赤緯+15° 14.19′ 41″。